# José Alemany Bori
José Alemany Bori (Blanes, Gerona; 1895-Provincetown, EE. UU.; 1951) fue un fotógrafo y psicólogo español.

## Biografía
Perteneciente a una familia de la burguesía con intereses intelectuales y nacionalistas, durante su período de educación, recibió la influencia del espíritu noucentista imperante en la Cataluña de la época. Fue un apasionado de la literatura, además de políglota. 
Desde joven se implicó en organizaciones políticas y culturales relacionándose con personajes como  Eugenio D'Ors. Su ideología nacionalista, republicana y pacifista hará que marche de España en 1915 al ser llamado a filas con rumbo a los Estados Unidos, si bien pese a su exilio, nunca perderá contacto con Cataluña y mantendrá correspondencia y colaborará con intelectuales como Francesc Cambó o José Pijoán.
En EE. UU. estudió psicología en la Universidad de Columbia, compaginando la carrera con la docencia, dando clases de literatura y lengua española en la Universidad de Siracusa .
En esos años, Estados Unidos era un centro artístico innovador  donde coincidían artistas europeos y americanos como Man Ray, Marcel Duchamp o Alfred Stieglitz, cuya figura tenía un peso especial gracias a su revista de fotografía Camera Work y a  las exposiciones que organizaba en la galería de arte 291. Alemany era un apasionado de este mundo, además de un ávido lector y políglota, lo que le decidió a adentrarse en ese ambiente cultural y relacionarse con personajes como Albert Einstein, Bertrand Russell o el compositor Igor Stravinsky.
Residió en San Francisco y Nueva York, donde conocerá a Alta Costen, su  mujer. Su matrimonio en 1924 hará que se quede definitivamente en Estados Unidos. En 1926 se estableció en Pittsburg, siendo profesor de lenguas modernas y sociología en el Carnegie Institute of Technology. 
Residir en Pittsburg será clave para él. En los años 30 esta ciudad es la sede de la Photographic Society of America, dedicada a fomentar la fotografía entre diferentes clubs norteamericanos lo que le permite introducirse en ese ambiente. 
A principios de los años 30 escribe artículos sobre arte, literatura y la vida americana para La Veu de Catalunya de Barcelona. Colabora con The New York Times, The Pittsburgh Press, The Boston Herald, España Republicana de Nueva York así como revistas españolas de Buenos Aires, Santiago de Chile o La Habana
Se centró en la fotografía a partir de la década de los 30. En 1935 participa en el Segundo Salón de Miniature Cámara de Filadelfia. Su obra es seleccionada en diversos certámenes y exposiciones del Camera Club de América.
Al estallar la guerra civil española da conferencias a lo largo de Estados Unidos con un discurso antifascista y a favor de la República. Es nombrado presidente del Comité Norteamericano de ayuda a España para Pittsburgh.
Entre 1936 y 1939 se centra en su actividad como fotógrafo exponiendo en salones de Pittsburg, Filadelfia, Minneapolis… Es incluido en el libro “Quien es quien en la fotografía pictórica mundial”.
En 1938 viaja a Francia coincidiendo con la primera exposición internacional del Surrealismo  en París. Por su formación universitaria, Alemany conocía el movimiento y la obra de Sigmund Freud, pero será a partir de 1939 que su obra tendrá un aire más surrealista.
Su obra es seleccionada para salones nacionales e internacionales como los de Amberes, Copenhague, Boston, Filadelfia, Pensilvania…Pasa los veranos en Provincetown, reflejando su paisaje de dunas, arena y agua. Allí se relaciona con artistas como Hans Hofmann, maestro de la Escuela de Nueva York.
En 1951 muere prematuramente en Provincetown.
En el Museo Nacional de Arte de Cataluña se conservan dos obras suyas From the right bank of the Alleghaby y otra sin título, ambas fechadas en la década de los 30.